# Золотая голубка (отель)
Золотая голубка (фр. Hôtel de la Colombe d'Or) — гостиница в коммуне Сен-Поль-де-Ванс на юге Франции. Имеет историческую известность благодаря тому, что в ней многократно останавливались и проживали видные деятели искусства, культуры и кинематографа из Франции и других европейских стран. В интерьере представлены работы многих знаменитых живописцев.

## История отеля
Заведение было основано в 1920 году как кафе, его первым владельцем был местный житель Поль Ру. В течение нескольких лет владения Ру расширились, кафе стало частью отеля. Заведение вскоре приобрело большую популярность у французских деятелей культуры, прежде всего художников, которых Ру, будучи поклонником живописи, активно привечал. При помощи одного из частых гостей, Пабло Пикассо, Ру пытался научиться рисованию, однако безуспешно. Тем не менее, его дружба с живописцами продолжалась: частыми гостями отеля были Жорж Брак, Анри Матисс, Фернан Леже, Робер Делоне и его супруга Соня Делоне. Многие из них, не имея достаточных средств, расплачивались за постой своими картинами. В результате гостиница со временем превратилась в настоящую художественную галерею, экспозиция которой постоянно меняется.
Кроме художников, в отеле останавливались многие знаменитости, в их числе поэт и драматург Жак Превер, актёр и режиссёр Франсуа Трюффо, писатели и философы Жан-Поль Сартр и Симона де Бовуар, актрисы Брижит Бардо и Роми Шнайдер. В «Золотой голубке» играли свадьбу Ив Монтан и Симона Синьоре. Черно-белые фотографии этого торжества в настоящее время вывешены в фойе отеля. Напротив гостиницы оборудована площадка для национальной французской игры петанк, на которой много лет назад играли Монтан и другие знаменитые гости.
20 лет назад гостиница была безжалостно разграблена, пропала большая часть картин. Все картины позднее нашли, однако теперь введены более серьёзные меры предосторожности. Вход в гостиницу и ресторан возможен только по предварительному заказу.